# Salah Djebaïli
Salah Djebaïli (Khenchela, 17 aprile 1935 – Algeri, 31 marzo 1994) è stato un biologo e calciatore francese naturalizzato algerino, di ruolo centrocampista offensivo.

## Biografia
Nacque nel 1935 a Khenchela, nell'Algeria nordorientale, quando il paese era ancora colonia francese. Mentre era in Francia, ingaggiato dalla squadra di calcio del Nîmes, si diplomò al Lycée Daudet di Nîmes, ove incontrò Marcel Rouvière, ex calciatore del suo club, che lo spinse a continuare gli studi. Si iscrisse quindi all'università di Montpellier, ove nel 1965 si laureò in biologia. A Nîmes conobbe anche la moglie Odile, da cui ebbe quattro figli.
Tornato in patria nel 1966 divenne professore presso l'università di Algeri. Specializzato in fitosociologia, si dedicò allo studio della steppa e boscaglie del Sahara meridionale del suo paese e sul pericolo della continua desertificazione di quelle aree. Nel giugno 1972 guidò la delegazione algerina alla conferenza delle Nazioni Unite sull'ambiente umano, tenutasi a Stoccolma sul tema dell’inquinamento e dei rischi ambientali, durante la quale si batté in particolare sul riconoscimento del "principe pollueur-payeur" (in italiano noto come il "principio chi inquina, paga"), ovvero del dovere dei responsabili di un eventuale danno ambientale a dover farsi carico delle spese della prevenzione e/o riparazione dello stesso. Il tema dell'ambiente era caro a Djebaïli dato che sosteneva che lo sviluppo dei paesi del cosiddetto Terzo Mondo dipendesse da una particolare attenzione per le problematiche legate alla sua preservazione. Nel 1977 fu scelto come consulente del Ministero dell'Agricoltura ed al contempo fu tra i promotori del Ministero per lo Sviluppo, mentre nell'anno seguente divenne direttore dell'Institut National de la Recherche Agronomique d'Algérie.
Nell’ottobre del 1989 divenne rettore dell'università delle scienze e della tecnologia Houari-Boumédiène (USTHB).
Negli anni di ascesa dei partiti islamisti in Algeria, tra cui il Fronte Islamico di Salvezza e il Gruppo Islamico Armato, come rettore della USTHB si era opposto alla loro propaganda estremista nel suo istituto, cosa che gli costò continue minacce, anche di morte. 
La situazione sì fece ancor più grave con lo scoppio della guerra civile algerina. Come rappresentante della cultura e del laicismo, Djebaïli venne visto come un nemico delle fazioni islamiste più violente, che in quei anni attentarono alla vita numerosi rappresentanti dell'intellighenzia algerina. Dopo essere sopravvissuto ad un primo attentato, in cui morì la sua guardia del corpo, venne ucciso da alcuni islamisti insieme alla sua seconda guardaspalla nel posteggio della sua università il 31 marzo 1994.
A Nîmes nel 2011, gli è stata intitolata una via.

## Carriera sportiva

### Caratteristiche tecniche
Djebaïli era una talentuosa ala sinistra.

### Club
Djebaïli venne notato da ragazzo nell'ES Sétif, società con sede a Sétif, dove si formò calcisticamente sotto la guida di Paul Gévaudan. Gévaudan lo raccomandò in patria ad alcune sue conoscenze che gli diedero la possibilità di essere ingaggiato dal Nîmes. Dopo aver trascorso i primi anni nella seconda squadra, esordì in prima nel 1957 sotto la guida di Abdelkader Firoud. 
Negli anni in cui militò nei  Les Crocodiles, la sua squadra si impose tra le più forti del panorama transalpino, ottenendo tre secondi posti nel massimo campionato francese, due finali di Coppa di Francia. Dalla metà degli anni '60 del XX secolo divenne anche capitano del club.
Nel 1966 decise di rientrare in Algeria, nel frattempo divenuta indipendente, accordandosi con l'MC Alger, club nel quale però giocò  poche partite, data la sua decisione di intraprendere la carriera accademica.

### Nazionale
Nel 1963 a seguito dell'indipendenza dell'Algeria viene convocato nella nazionale algerina. Esordì in una amichevole vinta per 4-0 contro la nazionale olimpica Cecoslovacchia il 28 febbraio 1963. L'altra partita, l'unica da considerarsi però ufficiale, è stata l'amichevole pareggiata contro l'Unione Sovietica, giocata il 4 novembre 1964.

## Statistiche

### Cronologia presenze e reti nella Nazionale
| Cronologia completa delle presenze e delle reti in nazionale ― Algeria | Cronologia completa delle presenze e delle reti in nazionale ― Algeria | Cronologia completa delle presenze e delle reti in nazionale ― Algeria | Cronologia completa delle presenze e delle reti in nazionale ― Algeria | Cronologia completa delle presenze e delle reti in nazionale ― Algeria | Cronologia completa delle presenze e delle reti in nazionale ― Algeria | Cronologia completa delle presenze e delle reti in nazionale ― Algeria | Cronologia completa delle presenze e delle reti in nazionale ― Algeria |
| Data                                                                   | Città                                                                  | In casa                                                                | Risultato                                                              | Ospiti                                                                 | Competizione                                                           | Reti                                                                   | Note                                                                   |
| ---------------------------------------------------------------------- | ---------------------------------------------------------------------- | ---------------------------------------------------------------------- | ---------------------------------------------------------------------- | ---------------------------------------------------------------------- | ---------------------------------------------------------------------- | ---------------------------------------------------------------------- | ---------------------------------------------------------------------- |
| 4-11-1964                                                              | Algeri                                                                 | Algeria                                                                | 0 – 0                                                                  | Unione Sovietica                                                       | Amichevole                                                             | -                                                                      |                                                                        |
| Totale                                                                 |                                                                        | Presenze                                                               | 1                                                                      |                                                                        | Reti                                                                   | 0                                                                      |                                                                        |